# 113 Eskadra Myśliwska

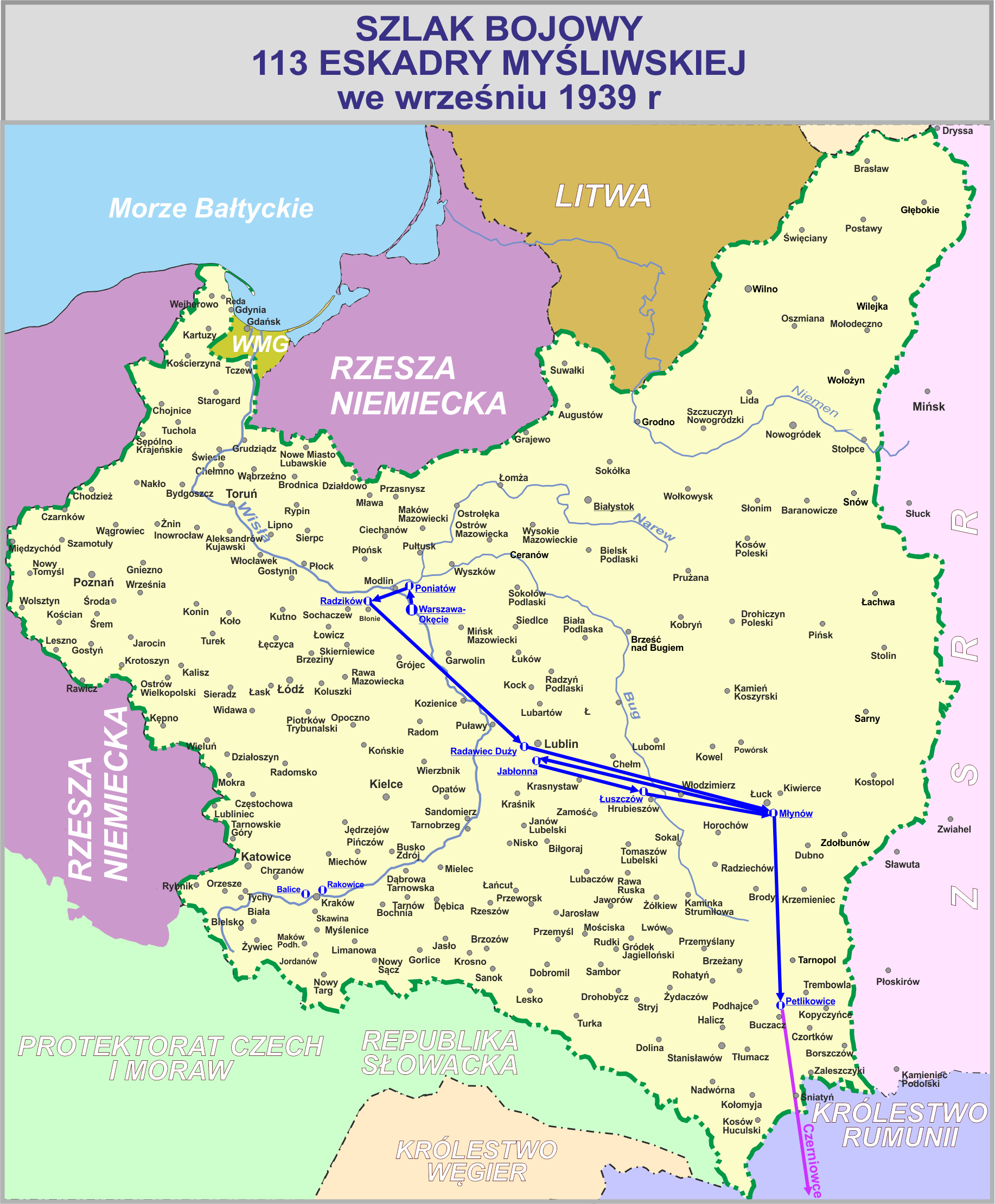

113 eskadra myśliwska – pododdział lotnictwa myśliwskiego Wojska Polskiego w II Rzeczypospolitej.
Eskadra została sformowana latem 1934 roku na lotnisku Okęcie, w składzie IV dywizjonu myśliwskiego 1 pułku lotniczego. Do eskadry wcielono część pilotów i personelu naziemnego 113 eskadry myśliwskiej nocnej, która w tym samym czasie przekształcona została w jednostkę doświadczalną II linii. Godło 113 eskadry myśliwskiej – „puchacz” nawiązywało do 113 eskadry myśliwskiej nocnej.
W kampanii wrześniowej 1939 eskadra walczyła w składzie Brygady Pościgowej.
Godło eskadry: „Puchacz” na tle równobocznego, jasnoniebieskiego trójkąta ze srebrną obwódką.

## Formowanie, zmiany organizacyjne i szkolenie
W wykonaniu rozkazu MSWojsk. L.dz. 2446/tjn. Org. z 7 lipca 1933, dowódca 1 pułku lotniczego, rozkazem dziennym nr 122/34 z 2 czerwca 1934 nakazał sformowanie 113 eskadry myśliwskiej. Tym samym rozkazem 113 eskadra myśliwska nocna uległa reorganizacji, przekształcając się w jednostkę zapasową.
Część pilotów i personelu naziemnego przekształcanej eskadry weszła w skład formującej się eskadry dziennej. Nowa eskadra zachowała numer „nocnej”. Również godło nawiązywało do eskadry „nocnej”. Uzbrojenie eskadry stanowiły samoloty PWS-10. Organizacyjnie eskadra weszła w skład IV/1 dywizjonu myśliwskiego.
Latem 1935 eskadra otrzymała samoloty PZL P-7, odbywając na tym sprzęcie pierwszą szkołę ognia lotniczego na poligonie Grudziądz – Grupa. Po zakończeniu ćwiczeń i powrocie do Warszawy, samoloty eskadry otrzymały kolejne numery 62 do 71.
W 1936 eskadra została wyposażona w samoloty PZL P.11a. Latem wzięła udział w ćwiczeniach lotniczych i koncentracji na podwarszawskim węźle lotnisk. 15 sierpnia, z okazji wizyty gen. Mauryce Gamelina w 1 pułku lotniczym, piloci eskadry uczestniczyli w rewii powietrznej jednostek bojowych pułku.
We wrześniu eskadra przebywała na lotniskach Skniłów i Hutniki, a ćwiczyła w rejonie Lwów – Złoczów.
Wiosną 1937 eskadra odbyła szkołę ognia lotniczego na poligonie Trauguttowo. Następnie brała udział w dużych manewrach z użyciem różnych broni na terenie Wielkopolski i Pomorza.
W marcu 1938 eskadra w składzie Zgrupowania Myśliwskiego odleciała alarmowo na lotnisko Porubanek koło Wilna.

Kpr.pil. Michał Cwynar tak relacjonuje to zdarzenie:

Pamiętam zimny, pogodny dzień (dużo śniegu na lotnisku Okęcie). Całe warszawskie Zgrupowanie Myśliwskie zostało wysłane do Porubanka. Ciekawe, zamiast wysyłać nas całymi eskadrami, startowaliśmy trójkami, najpierw III dywizjon, później IV-ty. Zaczęliśmy startować gdzieś około godziny 13.00, lecz nikt nie przewidział prostego „fenomenu”, że zachód słońca i ciemność następuje wcześniej we Wilnie aniżeli w Warszawie. Już jak dolecieliśmy do Nowogródka, zaczęło się szarzeć. Moja trójka (por. Wieńczysław Barański, ppor. Jan Borowski i kpr. Michał Cwynar) leciała wzdłuż toru kolejowego Lida – Wilno. Na Porubanku już było kilka wypadków. Obsługa lotniska poobstawiała te kraksy czerwonymi lampami. Jednak trudno było się po prostu zorientować gdzie lądować. Z powietrza wyglądało to jak „szopka betlejemska”. Nasz klucz wylądował bez kłopotów, ale eskadra straciła jeden samolot. Byliśmy na Porubanku 5–6 dni. Lataliśmy kilka razy na „defiladę” wzdłuż granicy litewskiej...

W maju 1938 siedem samolotów eskadry z załogami i obsługą odleciało na lotnisko polowe Sarny jako obsada rotacyjna eskadry Korpusu Ochrony Pogranicza. Jej celem była osłona przed obcą penetracją z powietrza robót przy budowie kompleksu obronnego od Pińska do Krzemieńca.
We wrześniu część pilotów eskadry wzięła udział w międzydywizyjnych ćwiczeniach na Wołyniu, operując z lotnisk: Kowel, Dubno, Młynów, Równe, Łuck.

## Działania eskadry w 1939
W maju 1939 piloci odbyli szkołę ognia na poligonie Trauguttowo, bazując na lotnisku Adamków.
W drugiej połowie czerwca wcielono do eskadry czterech podchorążych – absolwentów Szkoły Podchorążych Lotnictwa w Dęblinie i czterech absolwentów Szkoły Podoficerów Lotnictwa dla Małoletnich.

### Mobilizacja
Czynności mobilizacyjne zrealizowano w eskadrze w dniach 23 i 24 sierpnia na lotnisku Okęcie. 27 sierpnia na lotnisko polowe odjechał rzut kołowy dywizjonu. Na Okęciu pozostali piloci, samoloty wraz z niezbędną brygadą mechaników. 30 sierpnia rzut powietrzny 113 eskadry myśliwskiej odleciał lotnisko Poniatów. Dowództwo, pilotów i personel naziemny zakwaterowano w budynkach dworu Poniatów. Samoloty, magazyny paliwa, amunicji oraz podręczny warsztat napraw zamaskowano na linii lasu, gdzie ustawiono również namiot dowodzenia i łączności.

### Walki eskadry w kampanii wrześniowej
Kampanię wrześniową eskadra odbyła w składzie IV/1 dywizjonu Brygady Pościgowej.
1 września od świtu czuwał klucz alarmowy 113 eskadry w składzie ppor. Dudwał, pchor. Radomski i plut. Kaźmierczak. Około 7.00, w celu zatrzymania bombowców niemieckich zbliżających się do Warszawy, wystartował IV/1 dywizjon myśliwski. O porannej walce tak napisał w sprawozdaniu por. Barański:

„...Godzina 6.00-start klucza: Dudwal, Radomski, Kaźmierczak na samolot npla na dużej wysokości. W chwilę po tym start całego dywizjonu. Wyniki: ppor. Dudwal przyznawał się do zestrzelenia 1 samolotu w rej. płn. od Modlina, kpr. Cwynar – to samo (bez określenia miejsca – maszyna paliła się). Kpt. pil. Kowalczyk podawał, że maszynę zestrzelił lub ciężko uszkodził w rejonie Serocka. Były wiadomości, że w tym rejonie znaleziono parę samolotów zestrzelonych na ziemi. Pchor. Radomski meldował o uszkodzeniu samolotu. Ja z por. Borowskim atakowaliśmy He-111; obaj wystrzelaliśmy całą amunicję z odległości 400–500 m bez rezultatu. Wydałem rozkaz otwierania ognia z najbliższej odległości i strzelania najpierw po strzelcu tylnym, następnie po silnikach – jedyny możliwy sposób zestrzelenia samolotu npla...

Pierwsza walka zakończyła się dużym sukcesem pilotów eskadry. Plutonowi Kaźmierczak i Sztramko oraz st. szer. Lipiński zniszczyli jednego Junkersa Ju-86. Strat w ludziach nie odnotowano. Natomiast wiele samolotów było mocno postrzelanych.
Około 16.00 nastąpił ponowny start eskadry. Niemieckie bombowce były asekurowane przez Meserschmitty Bf 109. Po przeszło godzinnej walce niemieckie formacje zawróciły do baz. Pojedynczo wracali do Poniatowa piloci 113 eskadry. Ranny został st. szer. Horn. Sukcesy odnieśli: pchor. Radomski, który zestrzelił Me-109, odnosząc niegroźną ranę ręki, por. Borowski także zestrzelił jednego Me-109 pilotowanego przez byłego zastępcę dowódcy „legionu Condor” – obersta Henschke, a ppor. Klawe i st. szer. Adamek meldowali o uszkodzeniu i zabiciu strzelców pokładowych w 2 Heinkli He 111.
2 września piloci eskadry kilkakrotnie startowali do walki. Niemcy operowali na dużej wysokości i ten pułap był trudny do utrzymania przez polskich myśliwców. Loty patrolowe wykonywali młodsi piloci, ale bez efektów. Większość pilotów eskadry odpoczywała.
3 września eskadra wykonywała starty w ugrupowaniu eskadrowym i trójkami na alarm. Niemcy bombardowali rejon 1 pułku lotniczego oraz wytwórnie płatowców i silników. Zestrzeleń nie odnotowano. Późnym popołudniem nastąpił odlot na lądowisko Radzików. Nie zorganizowano kwater w pobliskim dworze, a w starym młynie. Wywołało to rozgoryczenie lotników.
4 września eskadra pełniła dyżur w trybie alarmowym. W godzinach porannych pchor. Kalpas zestrzelił 1 Dorniera Do 17 w rejonie Babic. Dowódca eskadry na odprawach kilkakrotnie podkreślał zakaz atakowania Messerschmittów Bf 110 „łeb w łeb” z uwagi na bardzo silne uzbrojenie czołowe niemieckiej maszyny.
5 września Niemcy po raz kolejny atakowali lotnisko Okęcie i wytwórnie Państwowych Zakładów Lotniczych. W godzinach porannych klucze: por. Barańskiego oraz por. Borowskiego uszkodziły Me-110, który awaryjnie lądował koło Zaborowa. W kolejnych godzinach por. Barański, Kaźmierczak i Lipiński zestrzelili 1 Ju-87 w rejonie Pyr, ppor. Dudwał jednego Ju-86 nad Puszczą Kampinoską, a klucz w składzie por. Borowski, Kalpas i Radomski jednego Ju-87.
Rano 6 września patrol pod dowództwem plut. Kiedrzyńskiego ze st. szer. Adamkiem w rejonie Zegrze – Serock zestrzelili Junkersa Ju 87. W kolejnych walkach ppor. Klawe zniszczył nad Górą Kalwarią 1 Do-17, a ppor. Dudwał zestrzelił w rejonie Leszna 1 Me-110.
Kapral Cwynar rozpoznawał przedpole Warszawy w kierunku łódzkim.
Po południu dywizjon otrzymał rozkaz „wymiatania” w rejonie Kutno – Koło – Uniejów – Śleszyn – Konin. Cała brygada wystawiła tylko pięć kluczy, bowiem tyle było sprawnych samolotów.
O godz. 15.00 wystartowały 2 klucze eskadry dowodzone przez por. Barańskiego i ppor. Klawe. W rejonie Koła dostrzeżono niemiecką wyprawę bombową. Przebieg działań według relacji por. Barańskiego był następujący:

[...] Zauważyłem 9 He-111 na mojej wysokości (3000 metrów) lecących w szyku defiladowym (trójka za trójką). W czasie zakrętu do ataku jeden z pilotów, prawdopodobnie Lipiński, zaatakował singla, zbierając cały ogień na siebie. Aby mu pomóc, nie czekając na wykończenie manewru całością, zaatakowałem dowódcę ostatniej trójki. Obaj strzelaliśmy z odległości bardzo bliskiej. Po paru seriach samolot atakowany przeze mnie zaczął dymić, tracąc wysokość i szybkość, a jeden silnik stanął. W tej chwili zestrzelono pilota atakującego prawoskrzydłowego Niemca. Przerwałem atak i przesunąłem się w prawo celem wykończenia agresywnego bombowca, będąc cały czas ostrzeliwany przez załogę lewoskrzydłowego He-111, względnie nieszkodliwie. Po dłuższej serii zostałem jednak zestrzelony przez niego, trafiony w silnik, koło i wiatrochron. Przerwałem atak i splanowałem w kierunku wschodnim, będąc cały czas osłaniany przez jednego z moich pilotów. Lądowałem na polu, a w odległości około 1 km wylądował st. szer. Lipiński. Do eskadry dołączyłem 9 września pod Lublinem [...]

W rejonie Łowicza zaatakowano wyprawę Ju-87. Zestrzelono 2 maszyny niemieckie. Jednak i straty polskie były duże. 113 eskadra straciła 4 pilotów w tym bezpowrotnie zaginął plut. Kaźmierczak, a wracające samoloty były poważnie uszkodzone.
7 września eskadra przegrupowała się pod Lublin. Początkowo lądowała na lotnisku Bełżyce, ale z braku naturalnego maskowania przeniosła się do Radawca Dużego. Z braku paliwa loty rozpoznawcze na korzyść dowódcy Armii „Lublin” wykonywano pojedynczo.
8 września plut. Sztramko w rejonie Puławy – Góra Kalwaria, zestrzelił 1 He-111.
9 września dołączyli do eskadry zestrzeleni wcześniej por. Barański oraz st. szer. Adamek i st. szer. Lipiński.
10 września eskadra w składzie 7 PZL P.11 odleciała do Młynowa. Podczas nocnego lądowania pchor. Stefankiewicz wyłamał podwozie. Przed świtem następnego dnia ppor. Zatorski poleciał z pocztą do Pińska.
Rano 11 września przegrupowano się do Łuszczowa pod Lublinem. Tego dnia ppor. Klawe rozpoznawał rejon Warszawa – Jeziorna. Po wykonaniu zadania, wspólnie z ppor. Zatorskim odleciał do Młynowa.
13 września z rozkazu Naczelnego Wodza ppor. Klawe rozpoznawał rejon Rzeszów – Tarnów, a po południu poszukiwał stanowiska dowodzenia Frontu Południowego. Miał przekazać gen. Kazimierzowi Sosnkowskiemu rozkaz osłony wycofujących się do Rumunii wojsk polskich. To samo zadanie wykonywał ppor. Dudwał. Z uwagi na deficyt paliwa, innych lotów nie wykonywano.
15 września eskadra przegrupowała się do Litiatyna skąd piloci Dudwał i Klawe nadal bez skutku poszukiwali dowódcy Frontu Południowego. Następnego dnia nastąpiło kolejne przegrupowanie, tym razem do Petlikowic Starych. Piloci oczekiwali na reorganizację Brygady Pościgowej.
17 września ppor. Dudwał odnalazł kwaterę gen. Sosnkowskiego. W locie powrotnym nad Lasami Janowskimi zestrzelił nieprzyjacielskiego Henschla Hs 126. Pchor. Kalpas poleciał z rozkazami do Lidy, a ppor. Klawe do Pińska z rozkazami dla gen. Franciszka Kleeberga. Wróciwszy po południu natychmiast wystartował pod Kołomyję z meldunkami dowódcy SGO „Polesie” do Naczelnego Wodza. Po powrocie nie zastał już eskadry i z ppor. Zatorskim wylecieli na poszukiwanie eskadry. Z lotu tego ppor. Zatorski nie powrócił. Prawdopodobnie został zaatakowany nad Rokitnem przez dwa sowieckie myśliwce I-153 i jeden I-16. Natomiast ppor. Klawe pod Horodenką atakował kolumnę samochodów i stanowiska OPL. Wrócił do Petlikowic z postrzelonymi przyrządami pokładowymi, by następnego dnia rano odlecieć do Czerniowiec.
Około 16.00 odleciały do Rumunii dwie P-11 eskadry. Pozostały personel eskadry przekroczył granicę polsko-rumuńską w Śniatyniu w dniu następnym.
| Zestrzelenia                   | Zestrzelenia                      | Zestrzelenia                   | Zestrzelenia        |
| ------------------------------ | --------------------------------- | ------------------------------ | ------------------- |
|                                | Pewne                             | Prawdopodobne                  | Uszkodzenia         |
| 15 ½                           |                                   | 4                              |                     |
| Straty eskadry                 |                                   |                                |                     |
| Polegli                        | ppor. Zatorski                    | ppor. Zatorski                 | ppor. Zatorski      |
| Ranni                          | st. szer. Horn                    | st. szer. Horn                 | st. szer. Horn      |
| Zaginieni                      | plut. Kaźmierczak                 | plut. Kaźmierczak              | plut. Kaźmierczak   |
| Samoloty                       |                                   |                                |                     |
| Stan                           | Uzupełnienie                      | Zniszczone                     | Ewakuacja           |
| 5 P-11c i 5 P-11a              | 0                                 | 7                              | 3                   |
| Zwycięstwa pilotów 113 eskadry |                                   |                                |                     |
| Data                           | Stopień, imię i nazwisko          | Stopień, imię i nazwisko       | Zestrzelenia        |
| 1 września                     | por. pil. Jan Borowski            | por. pil. Jan Borowski         | 1 Bf-109            |
| 1 września                     | ppor. pil. Hieronim Dudwał        | ppor. pil. Hieronim Dudwał     | 1 He 111 uszkodzony |
| 1 września                     | st. szer. Mieczysław Adamek       | st. szer. Mieczysław Adamek    | 1 He 111 uszkodzony |
| 6 września                     | por. pil. Wieńczysław Barański    | por. pil. Wieńczysław Barański | 2 He 111            |
| 6 września                     | ppor. pil. Jan Borowski           |                                | 2 He 111            |
| 6 września                     | ppor. pil. Stanisław Szmejl       |                                | 2 He 111            |
| 6 września                     | ppor. pil. Tadeusz Sawicz         | ppor. pil. Tadeusz Sawicz      | 1 Ju 86             |
| 6 września                     | plut. pil. Mieczysław Kaźmierczak |                                | 1 Ju 86             |
| 17 września                    | ppor. pil. Stanisław Zatorski     | ppor. pil. Stanisław Zatorski  | 2 I-153 uszkodzone  |

## Kadra eskadry
| Stopień, imię i nazwisko          | Okres pełnienia służby |
| --------------------------------- | ---------------------- |
| kpt. pil. Władysław Prohazka      | VI – 22 XI 1934        |
| kpt. pil. Eugeniusz Wyrwicki      | 22 XI 1934 – 1 XI 1936 |
| por. pil. Krzysztof Dobrowolski   | wz. 1 – 24 VII 1935    |
| por. pil. Władysław Szczęśniewski | wz. od 1 XI 1936       |
| por. pil. Wieńczysław Barański    | 14 XII 1938 – IX 1939  |

| Stanowisko        | Stopień, imię i nazwisko                       |
| ----------------- | ---------------------------------------------- |
| dowódca eskadry   | kpt. Wincesław Barański                        |
| zastępca dowódcy  | por. Jan Borowski                              |
| oficer techniczny | ppor. Bolesław Konstanty Roch Herbut-Hejbowicz |
| pilot             | ppor. Hieronim Franciszek Dudwal               |
| pilot             | ppor. Mieczysław Włodzimierz Klawe             |
| pilot             | ppor. Antoni Michał Kolubiński                 |
| pilot             | ppor. Stanisław Bogusław Zatorski              |

| Dowództwo eskadry                     | Dowództwo eskadry                       |
| Stanowisko                            | Stopień, imię i nazwisko                |
| ------------------------------------- | --------------------------------------- |
| dowódca eskadry                       | por. pil. Wieńczysław Barański          |
| zastępca dowódcy                      | ppor. pil. Mieczysław Włodzimierz Klawe |
| oficer techniczny                     | ppor. techn. Stanisław Wysocki          |
| szef mechaników                       | st. majster wojsk. Józef Gołembiowski   |
| szef administracyjny                  | sierż. Longin Woźniak                   |
| Personel techniczny i piloci          |                                         |
| Personel techniczny                   | Piloci                                  |
| st. sierż. Aleksander Gajewski        | por. pil. Jan Borowski                  |
| st. sierż. Stefan Potocki             | ppor. pil. Hieronim Dudwał              |
| sierż. Józef Badałek                  | ppor. pil. Stanisław Zatorski           |
| plut. Wincenty Jeliński               | pchor. pil. Karol Gonczar               |
| plut. Jerzy Lewoński                  | pchor. pil. Sławiec                     |
| plut. Stefan Małecki                  | pchor. pil. Rajmund Kalpas              |
| kpr. Stefan Czerwiński                | pchor. pil. Jerzy Radomski              |
| kpr. Aleksander Gintorowicz           | pchor. pil. Henryk Stefankiewicz        |
| kpr. Janusz Godlewski                 | pchor. pil. Janusz Szaykowski           |
| kpr. Bronisław Jankowski              | plut. pil. Mieczysław Każmierczak       |
| kpr. Stefan Krasiński                 | plut. pil. Kazimierz Sztramko           |
| kpr. Bolesław Rydelek                 | kpr. pil. Janusz Wróbel                 |
| kpr. Tadeusz Szlenkier                | kpr. pil. Michał Cwynar                 |
| kpr. Józef Zygnerski                  | st. szer. pil. Mieczysław Adamek        |
|                                       | st. szer. pil. Zdzisław Horn            |
| st. szer. pil. Krzysztof Krzyżagórski |                                         |
| st. szer. pil. Witold Lipiński        |                                         |

## Samoloty eskadry
W kampanii wrześniowej 1939 eskadra posiadała 5 samolotów PZL P.11c i 5 samolotów PZL P.11a z czego 5 wyposażonych było w radiostację .

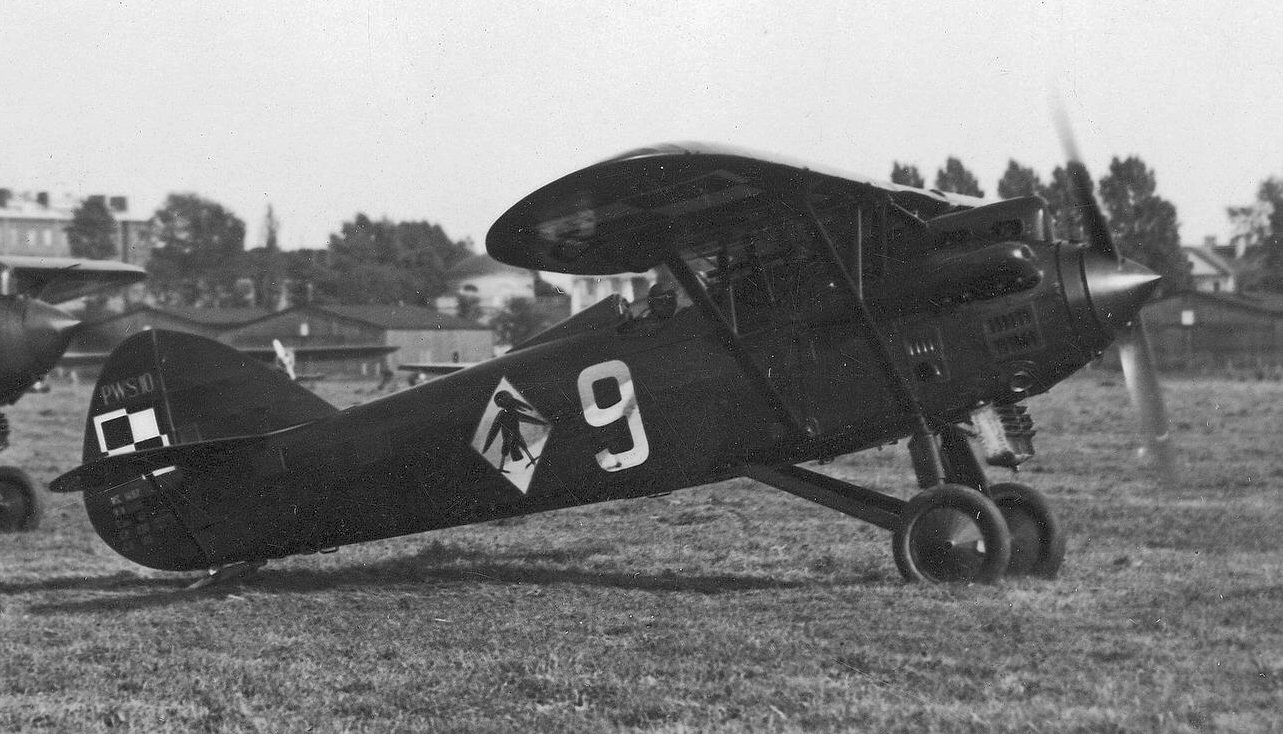
PWS-10 (1934–1935)
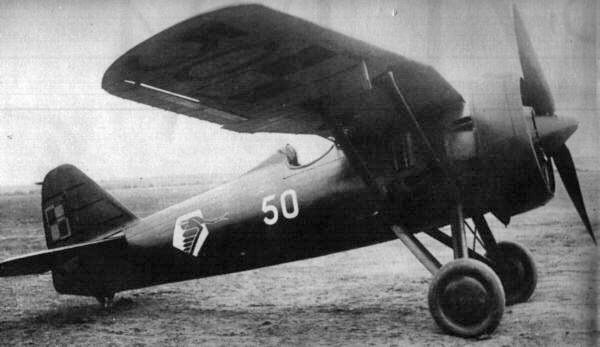
PZL P.7 (1935–1936)
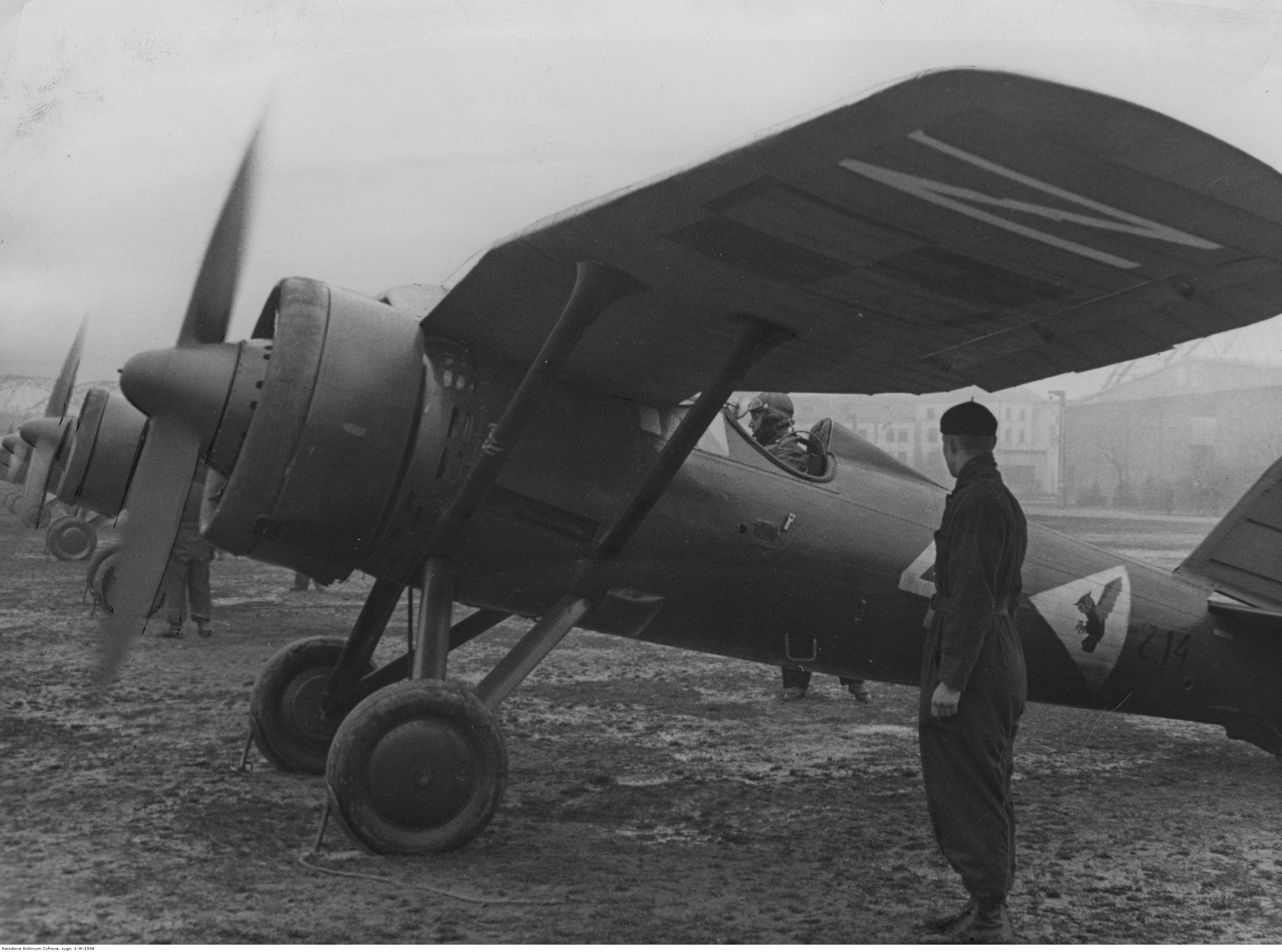
PZL P.11a ze 113 em (1936–1939)
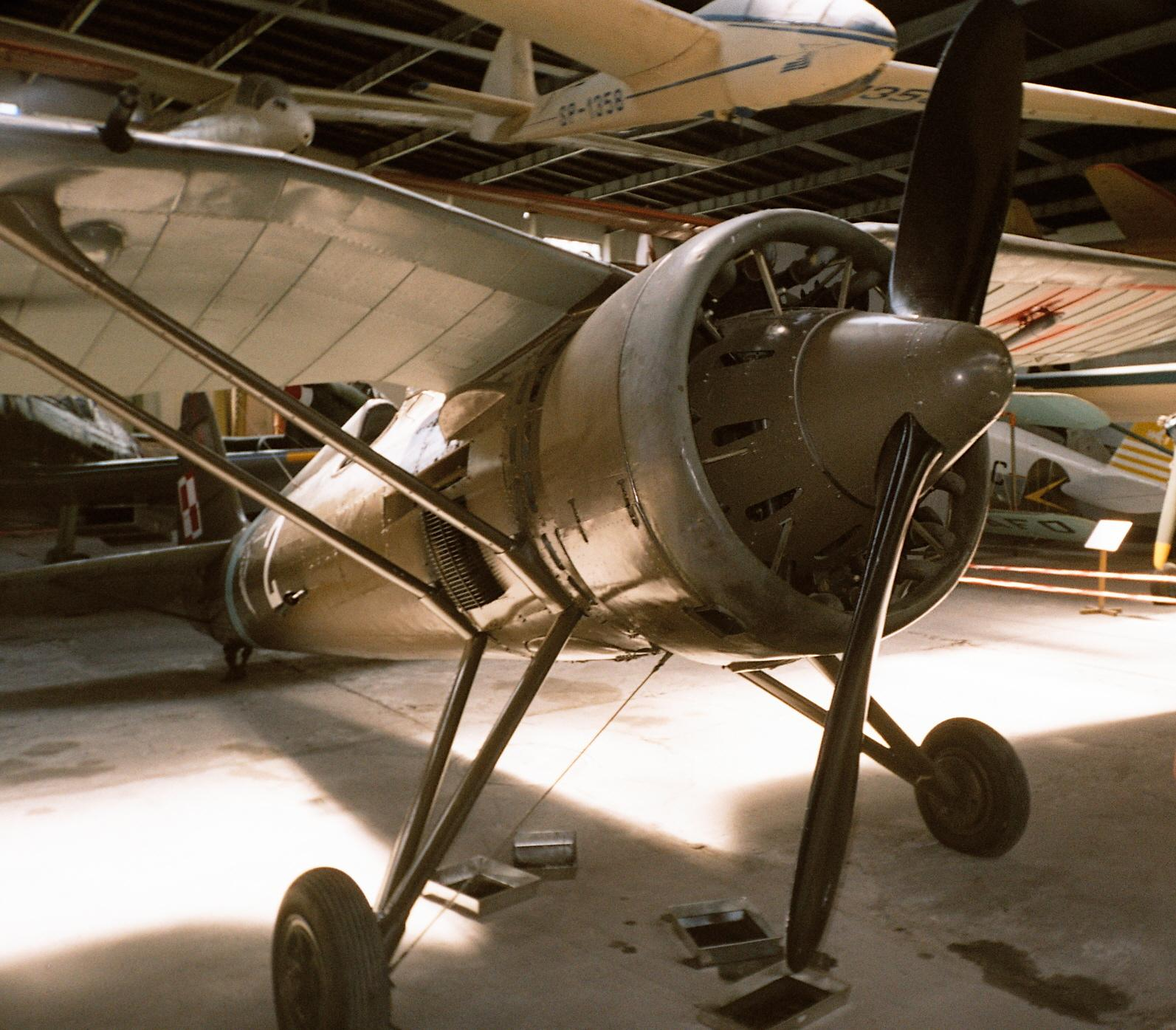
PZL P.11c

## Upamiętnienie
- Tradycje 113 eskadry myśliwskiej okresu II Rzeczypospolitej w Polskich Siłach Zbrojnych kultywował stacjonujący w Wielkiej Brytanii 316 dywizjon myśliwski.

## Wypadki lotnicze
W okresie funkcjonowania eskadry miały miejsce następujące wypadki lotnicze zakończone obrażeniami lub śmiercią pilota:
- 5 grudnia 1934, podczas przymusowego lądowania poza lotniskiem na samolocie PWS-10, zginął ppor. pil. Henryk Adamski.
- 29 maja 1935 zginęli w locie szkolnym w Dęblinie por. pil. Stanisław Latwis oraz ppor. obs. Wilhelm Hofmokl-Ostrowski (11 eskadra liniowa).
- 19 maja 1938 zginął na samolocie PWS-26 kpr. pil. Stanisław Szustak, odkomenderowany na kurs pilotażu na lotnisko Obory.